# Edward Carter Eaton
Edward Carter Eaton, kanadski letalski častnik, vojaški pilot in letalski as, * 17. september 1898, Montreal, Quebec, † 26. junij 1918, Francija (KIA).
Poročnik Eaton je v svoji vojaški službi dosegel 5 zračnih zmag.

## Življenjepis
Med prvo svetovno vojno je bil sprva pripadnik 60. bataljona Kanadske ekspedicijske sile.
Leta 1917 je bil premeščen k Kraljevemu letalskemu korpusu. Dodeljen je bil 65. eskadronu, kjer je letel z Sopwith Camel.
Sestrelil ga je Fritz Rumey iz Jasta 5.